# Мамонова Мар'яна Володимирівна
Мар'яна Володимирівна Мамонова (нар. 12 жовтня 1991, смт Млинів, Україна) — українська медикиня, військовослужбовиця, капітан Медичної служби Збройних сил України, учасниця російсько-української війни.

## Життєпис
Мар'яна народилася 12 жовтня 1991 року у смт Млинові, нині Млинівської громади Млинівського району Рівненської области України.
Закінчила Тернопільський медичний університет ім. Горбачевського, магістратуру Київської військово-медичної академії.
Мала чотири ротації до АТО/ООС. Служила начальницею медичної служби 501-го окремого батальйону морської піхоти 36-ї окремої бригади морської піхоти імені контр-адмірала Михайла Білинського. З початку повномасштабного російського вторгнення служила в Маріуполі. Тоді вона разом з колегами та десятками цивільних переховувалися у металургійному заводі імені Ілліча та рятувала життя іншим..
Ще до полону Мар'яна в одному із листувань повідомила рідним, що вагітна. З 4 квітня 2022 року була у полоні російських окупантів, утримувалася в Оленівці, а 21 вересня була звільнена з нього.
Невдовзі після звільнення з полону народила дитину. Чоловік Мар'яни — військовослужбовець 12-ї бригади Національної гвардії.

## Нагороди
- орден «За мужність» III ступеня (18 березня 2022) — за особисту мужність і самовіддані дії, виявлені у захисті державного суверенітету та територіальної цілісності України, вірність військовій присязі[5].